# Filippo Palizzi
Filippo Palizzi (Vasto, 16 de junio de 1818 - Nápoles, 11 de septiembre de 1899) fue un pintor italiano del siglo XIX.
Representó, junto con su hermano Giuseppe, la primera tentativa de un verismo en la pintura italiana del XIX .

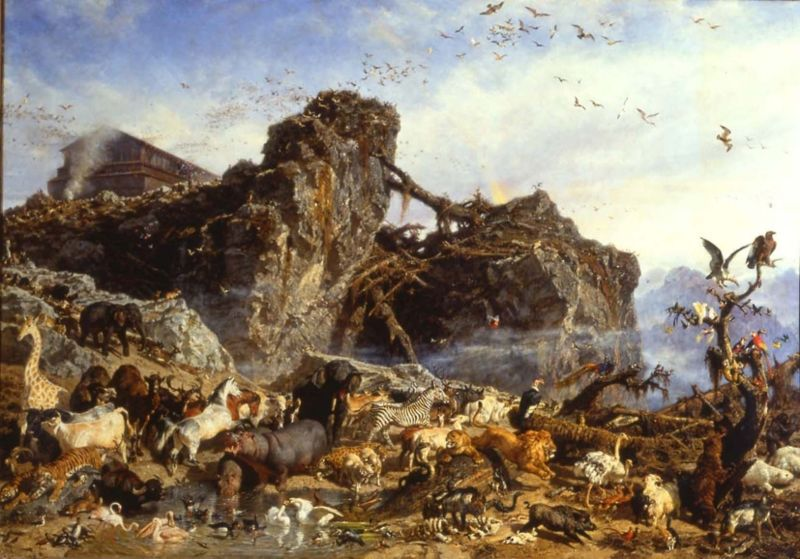
Dopo il diluvio

Sobre las bases de la escuela napolitana de paisajistas, elaboró una pintura espontánea basada en una detallada observación de la “verdad”.
- Datos: Q1055843
- Multimedia: Filippo Palizzi / Q1055843